# Strada Statale 21 della Maddalena
Die Strada Statale 21 (SS21) ist eine italienische Staatsstraße (Strada statale), die 1928 zwischen Borgo San Dalmazzo und der französischen Grenze am Colle della Maddalena festgelegt wurde. Sie trägt aus diesem Grund den namentlichen Titel della Maddalena. Ihre Länge beträgt 59,7 Kilometer. Zurück geht sie auf die 1923 festgelegte Strada nazionale 44. An der Grenze geht sie in die ehemalige Route nationale 100 nach Remoulins über.